# Bán đảo Cửu Long

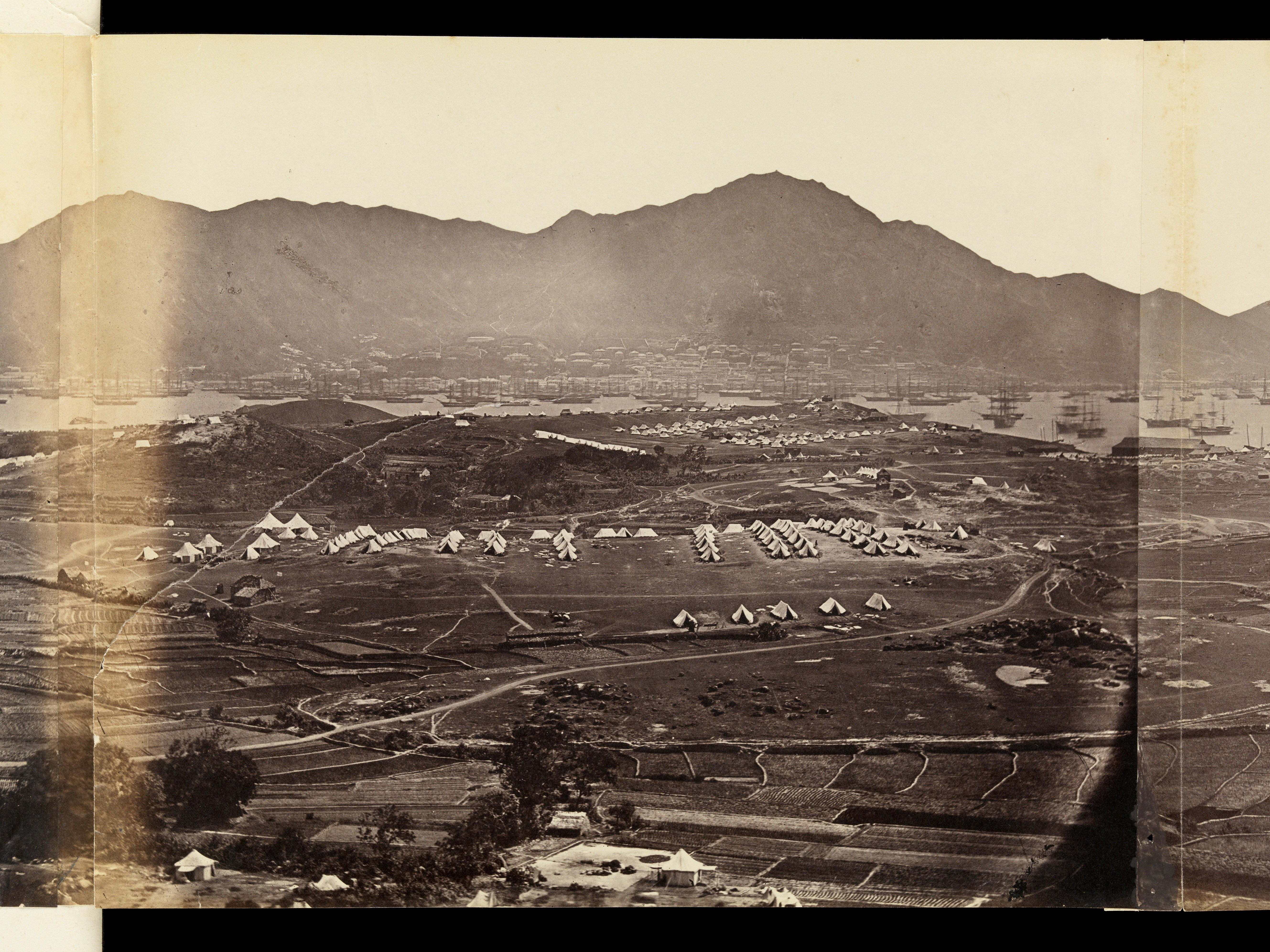
Trại quân sự ở bán đảo Cửu Long năm 1860, nhìn về hướng nam đến đảo Hồng Kông.

Bán đảo Cửu Long là bán đảo tạo thành phần phía nam khu vực nội địa chính của lãnh thổ Hồng Kông. Bán đảo Cửu Long và khu vực Tân Cửu Long hợp thành khu Cửu Long.
Trên phương diện địa lý, khái niệm "Bán đảo Cửu Long" còn có thể được chỉ đến phần phía nam dãy Bút Giá Sơn, Sư Tử Sơn, Đại Lão Sơn, Phi Nga Sơn, vân vân. Bán đảo này bao gồm năm trên mười tám quận của Hồng Kông. Vịnh Cửu Long tọa lạc ở phần đông bắc của bán đảo.